# Oodina
Los oodinos (Oodina) son una subtribu de coleópteros adéfagos de la familia Carabidae.

## Géneros
Se reconocen los siguientes géneros:
- Acanthoodes Basilewsky, 1953
- Acutosternus Lecordier & Girard, 1988
- Adelopomorpha Heller, 1916
- Anatrichis LeConte, 1853
- Brachyodes Jeannel, 1949
- Chaetocrepis Chaudoir, 1856
- Coptocarpus Chaudoir, 1857
- Holcocoleus Chaudoir, 1883
- Holosoma Semenov, 1889
- Hoplolenus LaFerté-Sénectére, 1851
- Lachnocrepis LeConte, 1853
- Lobatodes Basilewsky, 1956
- Lonchosternus LaFerté-Sénectére, 1851
- Macroprotus Chaudoir, 1878
- Megaloodes Lesne, 1896
- Microodes Jeannel, 1949
- Miltodes Andrewes, 1922
- Nanodiodes Bousquet, 1996
- Neoodes Basilewsky, 1953
- Oodes Bonelli, 1810
- Oodinus Motschulsky, 1864
- Orthocerodus Basilewsky, 1946
- Polychaetus Chaudoir, 1882
- Prionognathus LaFerté-Sénectére, 1851
- Protopidius Basilewsky, 1949
- Pseudosphaerodes Jeannel, 1949
- Simous Chaudoir, 1882
- Sphaerodes Bates, 1886
- Sphaerodinus Jeannel, 1949
- Stenocrepis Chaudoir, 1857
- Systolocranius Chaudoir, 1857
- Thryptocerus Chaudoir, 1878